# 패스트 트랙 반대 필리버스터
패스트 트랙 반대 필리버스터는 패스트 트랙 안건으로 지정된 선거법 개정안과 고위공직자 수사처 설치에 관한 법률 입법안에 대해 더불어민주당·바른미래당·정의당·민주평화당+대안신당이 4+1 협의체를 구성하여 협의안 안건에 대해 국회 본회의에 상정하자 이에 반대한 자유한국당이 필리버스터를 신청한 사건이다.